# Eucladoceros
Eucladoceros é um gênero extinto de mamíferos ruminantes da família Cervidae que viveu no período Plioceno e no Pleistoceno na Europa.
Tinham grandes galhadas, que podiam medir até 1,70 metros. O comprimento do animal era de 2,5 metros e tinha 1,8 metros de altura.